# Le Charmeur de poules
Le Charmeur de poules (Chickenlover en version originale) est le troisième épisode de la deuxième saison de la série animée South Park, ainsi que le dix-septième épisode de l'émission.

## Synopsis
Le bibliobus arrive à South Park. Les enfants n'aimant pas du tout la lecture, ils se délaissent des livres jusqu'à ce qu'une affaire de viol de poules éclate. Une enquête est menée par l'officier Barbrady mais ce dernier ne sait pas lire et ne peut donc pas déchiffrer les lettres anonymes du charmeur de poules. Tout au long de l'épisode l'officier Barbrady va apprendre à lire puis va se rendre compte que la lecture n'est pas sa passion.